# Meyerasaurus victor
Il meyerasauro (Meyerasaurus victor) è un rettile marino estinto, appartenente ai plesiosauri. Visse nel Giurassico medio (Toarciano, circa 187 milioni di anni fa) e i suoi resti sono stati ritrovati in Germania. È stato a lungo confuso con Rhomaleosaurus.

## Descrizione
Questo animale è noto per un esemplare completo, superbamente conservato in posizione ventrale. L'esemplare è lungo circa 3,5 metri ed è dotato di grandi zampe trasformate in strutture simili a pinne, particolarmente allungate. Il collo era piuttosto lungo, mentre il cranio era robusto e dotato di un forte rostro premascellare, corto e dotato di lunghi denti acuminati. Rispetto ad altri animali simili, come Rhomaleosaurus, Meyerasaurus possedeva un cranio più corto e zampe più lunghe.

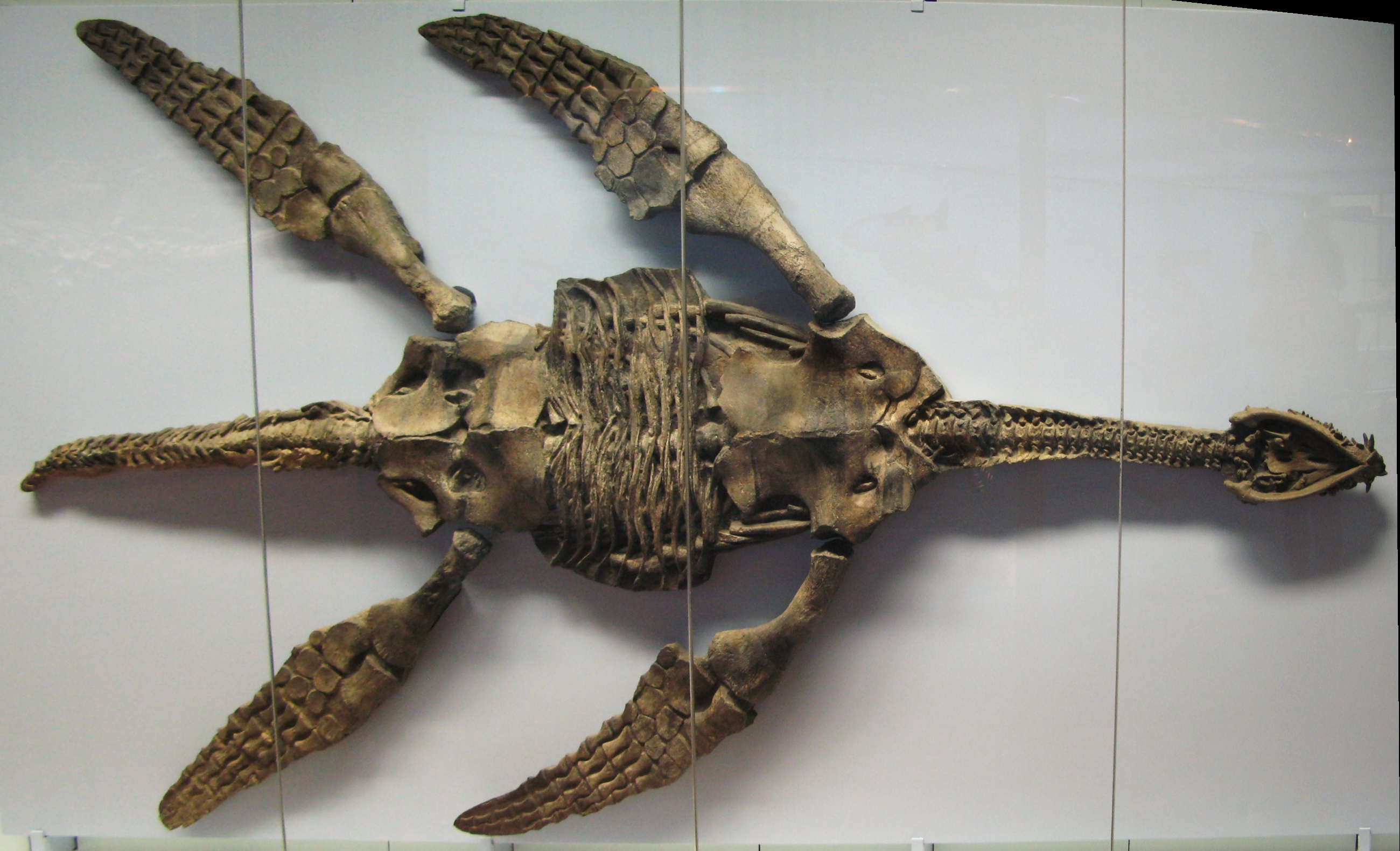
Fossile di Meyerasaurus, Museum am Lowentor, Stoccarda

## Classificazione
L'olotipo di questo animale è stato ritrovato nei famosi scisti a Posidonia, nei pressi di Holzmaden (zona ad Harpoceras falcifer), ed è stato inizialmente classificato da Eberhard Fraas come "Thaumatosaurus" victor, nel 1910. Il genere Thaumatosaurus era stato istituito nel 1841 da Hermann von Meyer sulla base di frammenti isolati. Successivamente questa nuova specie venne attribuita al ben noto genere Rhomaleosaurus, del Giurassico inglese, che comprendeva esemplari più grandi ma dalle caratteristiche piuttosto simili. Un nuovo studio del 2010, però, ha determinato che la specie "Rhomaleosaurus" victor possedeva abbastanza caratteristiche a sé stanti (sinapomorfie) e proporzioni morfometriche differenti dalle altre specie di Rhomaleosaurus da poter essere attribuita a un genere nuovo, Meyerasaurus. 

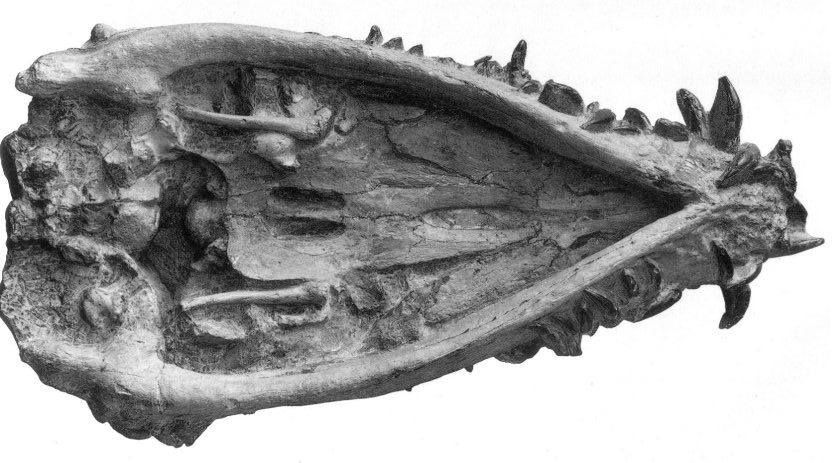
Cranio di Meyerasaurus

Meyerasaurus è comunque considerato un rappresentante dei romaleosauridi, un gruppo di plesiosauri piuttosto primitivi che svilupparono un collo relativamente corto e una testa grossa e robusta, forse imparentati con i più evoluti (e successivi) pliosauridi. 

## Significato paleogeografico
Con la descrizione di Meyerasaurus come genere a sé stante, la distribuzione geografica di Rhomaleosaurus è ridotta alla sola zona inglese, mentre precedentemente questo genere era ritenuto essere distribuito attraverso le zone paleobiogeografiche di Inghilterra e Germania. Questa riduzione è significativa in quanto contribuisce ad accrescere la separazione generica tra le due zone, un tempo ritenute pressoché identiche.